# Regione di Sebenico e Tenin
La regione di Sebenico e Tenin (in croato Šibensko-kninska županija) è una regione della Croazia. La Regione, bagnata dall'Adriatico, è situata nella Dalmazia centro-settentrionale e confina ad est con la Bosnia ed Erzegovina. Capoluogo della Regione è Sebenico.

## Popolazione
Suddivisione della popolazione secondo le nazionalità (dati secondo il censimento del 2001):
- 99.838 (88,44%) croati
- 10.229 (9,06%) serbi
- 322 (0,29%) albanesi
- 143 (0,13%) sloveni
- 142 (0,13%) bosniaci

In seguito al ritorno dei profughi serbi nel territorio della Regione è prevedibile che la percentuale di popolazione serba sia in tendenziale aumento. Un tempo nei centri urbani era presente una cospicua comunità italofona, ma le tensioni etniche con gli slavi dell’entroterra l’hanno obbligata tra il XIX secolo ed il 1945 a abbandonare la regione.

## Città e comuni
La Regione di Sebenico e Tenin è divisa in 5 città e 15 comuni, qui sotto elencati (dati relativi al censimento della popolazione del 2001).

### Città
| Stemma | Città             | Altitudine m s.l.m. | Superficie km² | Ab.    | Densità ab./km² | Frazioni               |
| ------ | ----------------- | ------------------- | -------------- | ------ | --------------- | ---------------------- |
|        | Dernis, Drniš     | 278-330             | 355,00         | 8.595  | 24,21           | 27                     |
|        | Tenin, Knin       | 220-230             | 355,00         | 15.388 | 43,35           | 6                      |
|        | Scardona, Skradin | 1                   | 186,78         | 3.807  | 20,38           | 22                     |
|        | Sebenico, Šibenik | 1                   | 459,00         | 46.372 | 101,03          | 31 (+ 4 rioni storici) |
|        | Vodizze, Vodice   | 1                   | 107,55         | 9.407  | 87,47           | 8                      |

1. ↑  Il dato del 2001 comprende anche gli abitanti della località di Bilice che in seguito è diventata comune a sé stante.

### Comuni
| Stemma | Comune                            | Altitudine m s.l.m. | Superficie km² | Ab.   | Densità ab./km² | Frazioni |
| ------ | --------------------------------- | ------------------- | -------------- | ----- | --------------- | -------- |
|        | Bilizze, Bilice                   | 1                   | 25,67          | 2.307 | 89,87           | 1        |
|        | Biscupia, Biskupija               | 371                 | 133,45         | 1.669 | 12,51           | 8        |
|        | Capocesto, Primošten              | 1                   | 57,18          | 2.992 | 52,33           | 6        |
|        | Civigliane, Civljane              | 408                 | 83,28          | 239   | 2,86            | 2        |
|        | Chievo, Kijevo                    | 473                 | 74,37          | 417   | 5,60            | 15       |
|        | Chistagne, Kistanje               | 241                 | 244,11         | 3.481 | 14,26           | 14       |
|        | Ervenico, Ervenik                 | 126                 | 212,08         | 1.105 | 5,21            | 5        |
|        | Morter-Incoronate, Murter-Kornati | 1                   | 81,08          | 2.075 | 25,59           | 2        |
|        | Slosella, Pirovac                 | 11                  | 40,97          | 1.930 | 47,11           | 3        |
|        | Promina                           | 232                 | 139,41         | 1.136 | 8,15            | 11       |
|        | Rogosnizza, Rogoznica             | 2                   | 70,55          | 2.345 | 33,23           | 10       |
|        | Rusich, Ružić                     | 300                 | 160,28         | 1.591 | 9,92            | 9        |
|        | Stretto, Tisno                    | 4                   | 67,03          | 3.094 | 46,15           | 6        |
|        | Trebocconi, Tribunj               | 5                   | 15,15          | 1.536 | 101,38          | 1        |
|        | Unessich, Unešić                  | 353                 | 187,45         | 1.686 | 8,99            | 16       |

1. ↑  All'epoca del censimento era parte di Sebenico.
2. ↑  Sede presso Oklaj (Promona)
3. ↑  Sede presso Gradac